# Patria Vehicles Oy
Patria Vehicles Oy (krajše le Patria) je finsko podjetje, ki deluje na področju letalstva in oborožitve/obrambe. 
Samo podjetje se vidi kot globalnega ponudnika vojaških vozil in oborožitvenih sistemov ter vzdrževanja le-teh na področju celotne Evrope ter kot lokalnega ponudnika obnovitve in vzdrževanja helikopterjev in letal v Skandinaviji in Baltiških državah. Poleg tega ponuja svetovanje drugim podjetjim glede kompozitnih struktur in obrambne elektronike.
Patria je v 73,2 % lasti Finske, medtem ko je preostalih 26,8 % v lasti koncerna EADS.

## Poizvodi
Vozila
- XA-serija:
  - Sisu XA-180
  - Sisu XA-185
  - XA-200
  - Sisu XA-202
  - Sisu XA-203
- Patria AMV

Minometni sistemi
- AMOS